# Рамон Милер
Рамон Саломон Милер  (енгл. Ramon Salomon Miller; Насау 17. фебруар 1987) је бахамски атлетичар специјалиста за трчање на 400 метара. Такмичи се појединачно и члан је бахамске штафете 4 х 400 метара. 
Тренутно студира на Дикинсон државном универзитету, где је за четири године освојио 9 титула првака НАИС (Национална асоцијација међуколеџске атлетике) у дисциплинама 400 м и као члан штафета 4 х 200 м и 4 х 400 м.
Након бројних успеха у јуниорским такмичењима у оквиру Кариба номинован је за члана бахамске штафете 4 х 400 метара на Олимпијским играма 2008. у Пекингу. Трчао је само у квалификацијама, а у финалу без његовог учешћа штафета је освојила сребрну медаљу. 
Милер је учествовао на Светском првенству у Берлину у 2009. где је на 400 м у квалификацијама и полуфиналу поправљао лични рекорд али му то није било довољно за финале. Са штафетом која је имала најбољи резултат сезоне 2009. су дисквалификовани у квалификацијама. 
На играма Комонвелта 2010. у Делхију и Панамеричким играма у Гвадалахари 2011, освојио је бронзане медаље на 400 метара. На Светском првенству 2011. у Тегуу, ни појединачно, ни са штафетом није се успео пласирати у финале.
Највећи успех у досадашњој каријери остварио је у августу 2012, током Олимпијских игара у Лондону, освојивши златну медаљу са штафетом 4 х 400 м у саставу Крис Браун, Деметријус Пајндер, Мајкл Матје и Рамон Милер. Победили су са новим националним рекордом 2:56,72, испред штафета САД и Тринидада и Тобага.